# Памятник Бюльбюлю
Памятник Бюльбюлю (азерб. Bülbülün heykəli) — памятник азербайджанскому певцу  Бюльбюлю, созданный скульптором Акифом Аскеровым, расположенный в столице Азербайджана, городе Баку, на улице Бюльбюля, недалеко от дома, где он жил.
Открытие памятника состоялось 31 октября 2012 года. На открытии участвовали президент Азербайджанской Республики Ильхам Алиев, посол Азербайджанской Республики в Российской Федерации Полад Бюльбюль оглы и другие гости.